# Papillaria perauriculata
Papillaria perauriculata är en bladmossart som beskrevs av Brotherus 1895. Papillaria perauriculata ingår i släktet Papillaria och familjen Meteoriaceae. Inga underarter finns listade i Catalogue of Life.